# Metropolitan Park System of Greater Boston

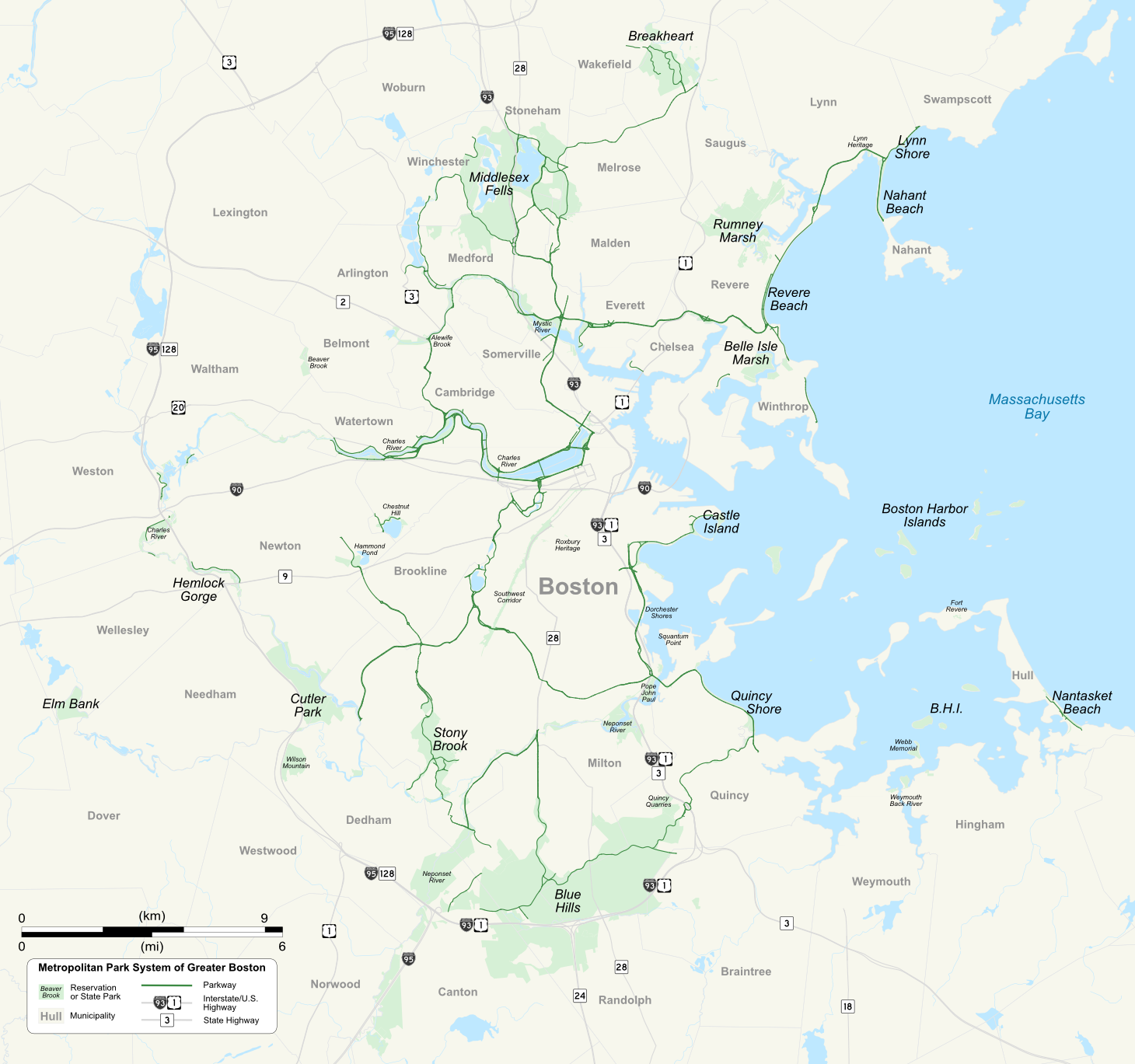
Karte des Metropolitan Park System of Greater Boston

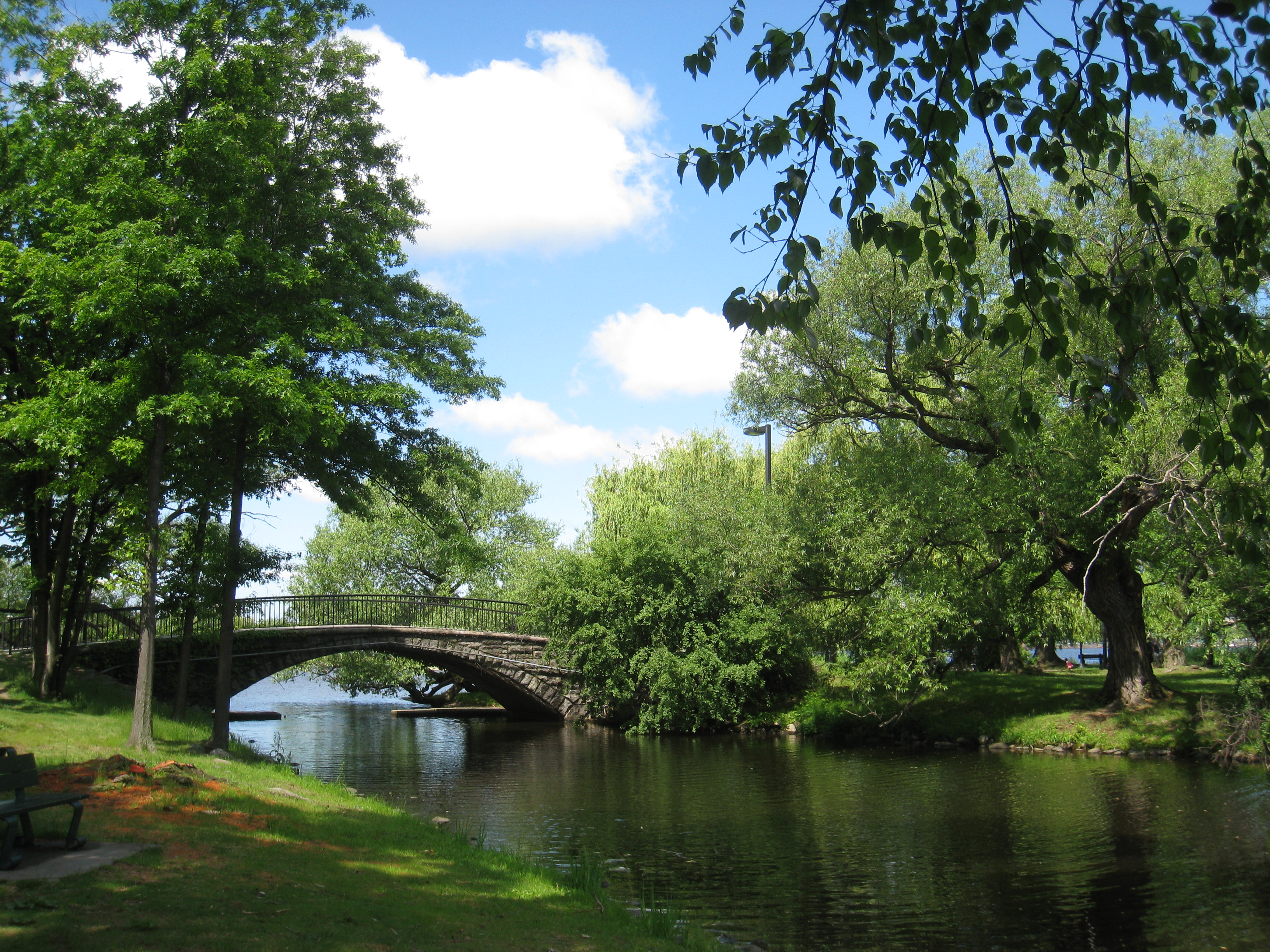
Fußgängerbrücke der Uferpromenade am Charles River in Boston

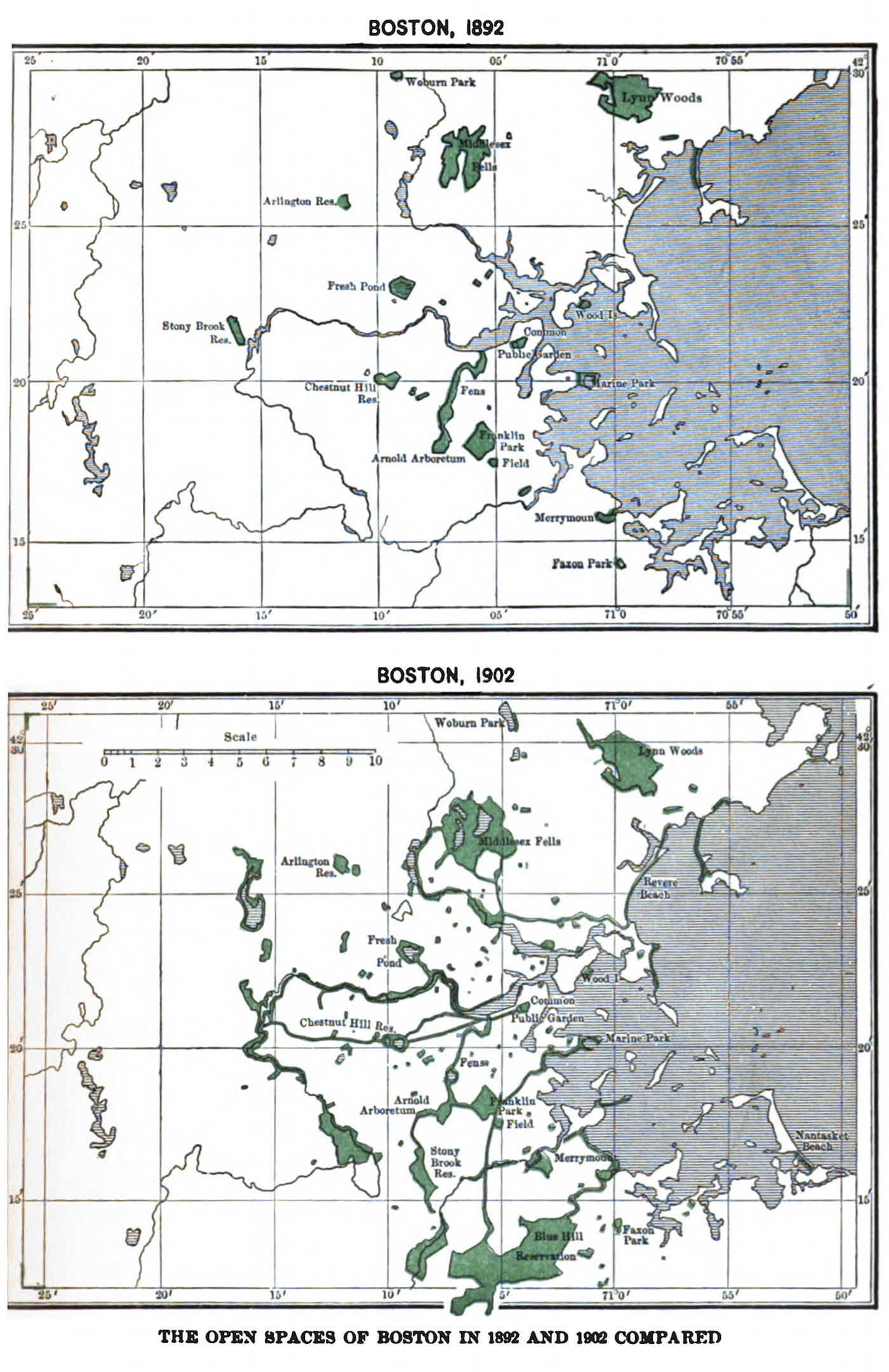
Die Grünflächen in Boston im Vergleich zwischen 1892 und 1902

Das Metropolitan Park System of Greater Boston ist ein bereits seit über 100 Jahren existierendes System von Nationalparks, Parks, Parkways und Straßen unter der Kontrolle des Massachusetts Department of Conservation and Recreation (DCR) in und um Boston im Bundesstaat Massachusetts der Vereinigten Staaten. Die Bezeichnung wird vom DCR zur gemeinsamen Beschreibung der Gesamtfläche verwendet: „Im Großen und Ganzen ist das Metropolitan Park System momentan dazu geeignet, als eigener Eintrag in das National Register of Historic Places aufgenommen zu werden“. Das DCR unterhält im Bureau of State Parks and Recreation eine eigene Abteilung für Stadtparks und Erholungsgebiete, eine weitere Abteilung kümmert sich um die übrigen State Parks in Massachusetts. Direkte Design- und Wartungsaufgaben für die Parkways und Straßen innerhalb des Systems werden vom DCR Bureau of Engineering wahrgenommen.
Das Parksystem besteht aus Küstenreservaten und Stränden wie dem Revere Beach, Flussgebieten entlang der drei großen Flüsse wie der Charles River Reservation und Waldschutzgebieten wie der Blue Hills Reservation im Süden der Stadt. Zusätzlich befinden sich Parks, die einen Bezug zur örtlichen Geschichte aufweisen, in Lynn und Roxbury. Das DCR verwaltet darüber hinaus ein System von Parkways, welches die Stadtbevölkerung mit den Grünflächen verbindet. Darunter befinden sich sowohl belebte Straßen wie der Jamaicaway in Boston als auch abgelegene Straßen in unbewohnten Gegenden wie die Blue Hills Reservation Parkways.

## Geschichte
Die Verbesserung von nicht entwickelten Landflächen, nachteiligen Entwicklungen und verseuchten Grundstücken in und um Boston wurde zuerst vom Landschaftsarchitekten Charles Eliot sowie vom Bostoner Zeitungsredakteur und Stadtplaner Sylvester Baxter erdacht und vorangetrieben. Eliot war in die Lehre bei Frederick Law Olmsted gegangen und übernahm 1893 die Führung von Olmsteds Designfirma, welche unter anderem für den Entwurf des Central Park in Manhattan verantwortlich gewesen war. Gemeinsam mit Eliot hatte Olmsted den Emerald Necklace in Boston entworfen, ein System von verbundenen Parks und Wasserwegen. Eliot spielte eine wichtige Rolle bei der Gründung der heutigen Trustees of Reservations sowie der Metropolitan Parks Commission in den 1890er Jahren. Er hatte die Vision, die einzelnen Parknetzwerke in die Umgebung von Boston weiter auszudehnen.
Die 1892 durch den Massachusetts General Court zugelassene Metropolitan Park Commission bestand zum Zeitpunkt ihrer Gründung aus Charles Francis Adams, Jr., Philip A. Chase und William B. de las Casas. Die Kommission stellte Baxter als Secretary und Eliot als Landschaftsarchitekt ein. Die ersten fünf Gebiete, die durch die Kommission für das System im Jahr 1893 erworben wurden, waren Beaver Brook Reservation, Blue Hills Reservation, Hemlock Gorge Reservation, Middlesex Fells Reservation und Stony Brook Reservation. Um das Jahr 1900 umfasste das System bereits verschiedene gebaute oder geplante Parkways und die ersten Küstenreservate (Lynn Shore Reservation, Nantasket Beach, Quincy Shore Reservation, Revere Beach sowie weitere Reservate entlang des Charles River, Mystic River und Neponset River)  wurden aufgenommen.
Im Jahr 1919 wurde die Kommission in Metropolitan District Commission (MDC) umbenannt, nachdem sie mit der Metropolitan Water and Sewer Commission zusammengelegt worden war. Während der folgenden 80 Jahre wurde die MDC zunehmend politisiert. Nach einer Serie von Fehlentscheidungen innerhalb der Kommission, die zur Verschmutzung des Boston Harbor in den 1970er Jahren führte, verklagte die Stadt Quincy im Jahr 1982 die MDC und die Boston Water and Sewer Commission auf unkontrollierte und systematische Verschmutzung der städtischen Hafengebiete. Diesem Verfahren folgten weitere Klagen der Conservation Law Foundation sowie schließlich auch der Bundesregierung der Vereinigten Staaten, was am Ende dazu führte, dass der Boston Harbor per Gerichtsbeschluss umfassend gereinigt werden musste. Die Gerichtsverfahren zwangen den damaligen Gouverneur von Massachusetts Michael Dukakis dazu, die Abteilungen für Frisch- und Abwasserbehandlung aus der MDC herauszulösen, was 1985 zur Gründung der Massachusetts Water Resources Authority führte. Die Anschuldigungen von politischer Korruption und Steuerung verfolgten die MDC weiter, während ein Rückgang der Einkünfte durch die Ausgliederung der Wasser- und Abwasserabteilungen dazu führte, dass der Staat Massachusetts mehr Steuergelder in die MDC investieren musste. Die Folge waren Forderungen nach einer Zerschlagung der MDC, die 2003 schließlich erfolgte. Das Metropolitan Park System und andere Tätigkeitsbereiche der MDC wurden auf das Massachusetts Department of Environmental Management übertragen, um das heutige Department of Conservation and Recreation zu bilden.
Im Jahr 2009 wurde eine Studie zur Untersuchung der Übertragbarkeit der durch das DCR verwalteten Parkways an das Massachusetts Department of Transportation begonnen. Bereits übertragen wurden alle bisher durch das DCR verwalteten Brücken, die nicht für Fußgänger gedacht sind.

## Parks und Reservate
Die folgende Tabelle zeigt die Parks und Reservate auf, die aktuell von der DCR-Abteilung für Stadtparks und Erholungsgebiete verwaltet werden.
| Metropolitan Parks und Reservate | Metropolitan Parks und Reservate | Metropolitan Parks und Reservate                                        | Metropolitan Parks und Reservate | Metropolitan Parks und Reservate                                                     |
| Küstengebiete                    | Küstengebiete                    | Küstengebiete                                                           | Küstengebiete                    | Küstengebiete                                                                        |
| Name                             | Grün-dungs-jahr                  | Gemeinde(n)                                                             | Fläche in Acres (Hektar)         | Freizeitmöglichkeiten                                                                |
| -------------------------------- | -------------------------------- | ----------------------------------------------------------------------- | -------------------------------- | ------------------------------------------------------------------------------------ |
| Belle Isle Marsh                 | 1985                             | Boston                                                                  | 241 (97,5)                       | Wandern, Landschaft                                                                  |
| Boston Harbor Islands            | 1970                             | Boston, Hingham, Quincy, Weymouth                                       | 404 (163,5)                      | Bootfahren, Camping, Angeln, Geschichte, Picknicken, Landschaft, Schwimmen, Wandern  |
| Castle Island                    | 1962                             | Boston                                                                  | 22 (8,9)                         | Angeln, Geschichte, Picknicken, Landschaft, Schwimmen, Wandern                       |
| Dorchester Shores                | 1988                             | Boston                                                                  | 41,3 (16,7)                      | Angeln, Picknicken, Schwimmen                                                        |
| Fort Revere Park                 | 1988                             | Hull                                                                    | 8 (3,2)                          | Events, Geschichte, Landschaft                                                       |
| Lynn Shore                       | 1896                             | Lynn                                                                    | 22 (8,9)                         | Radfahren, Vogelbeobachtung, Angeln, Spiel- und Sportplätze, Schwimmen               |
| Nahant Beach                     | 1900                             | Nahant                                                                  | 66,5 (26,9)                      | Bootfahren, Angeln, Spiel- und Sportplätze, Schwimmen                                |
| Nantasket Beach                  | 1899                             | Hull                                                                    | 26 (10,5)                        | Radfahren, Schwimmen, Wandern                                                        |
| Quincy Shore                     | 1899                             | Quincy                                                                  | 86 (34,8)                        | Radfahren, Angeln, Picknicken, Laufen, Schwimmen, Wandern                            |
| Revere Beach                     | 1896                             | Revere                                                                  | 84 (33,9)                        | Angeln, Picknicken, Spielplätze, Schwimmen                                           |
| Rumney Marsh                     | 1992                             | Saugus                                                                  | 600 (242,8)                      | Vogelbeobachtung, Angeln, Wandern, Kajakfahren                                       |
| Webb Memorial State Park         | 1977                             | Weymouth                                                                | 36 (14,6)                        | Kanufahren, Picknicken, Landschaft, Wandern                                          |
| Weymouth Back River              | 1987                             | Hingham, Weymouth                                                       | 35 (14,2)                        | Vogelbeobachtung, Angeln, Wandern, Fußball                                           |
| Flüsse                           |                                  |                                                                         |                                  |                                                                                      |
| Alewife Brook                    | 1906                             | Arlington, Cambridge                                                    | 120 (48,6)                       | Vogelbeobachtung, Wandern, Spiel- und Sportplätze, Laufen, Tennis                    |
| Charles River                    | 1896                             | Boston, Cambridge, Dover, Needham, Newton, Watertown, Wellesley, Weston | 870 (352,1)                      | Sportplätze, Bootfahren, Kanufahren, Konzerte, Laufen, Segeln, Tennis, Wandern       |
| Chestnut Hill                    | 2002                             | Boston                                                                  | 120 (48,6)                       | Angeln, Geschichte, Schwimmbecken, Skaten, Wandern                                   |
| Cutler Park                      | 1962                             | Dedham, Needham, Newton                                                 | 700 (283,3)                      | Wandern, Picknicken                                                                  |
| Elm Bank                         | 1995                             | Dover                                                                   | 182 (73,7)                       | Vogelbeobachtung, Angeln, Wandern, Kajakfahren, Museumsbesuch                        |
| Hemlock Gorge                    | 1895                             | Needham, Newton                                                         | 23 (9,3)                         | Wandern, Picknicken                                                                  |
| Mystic River                     | 1896                             | Arlington, Everett, Medford, Somerville                                 | 396 (160,3)                      | Radfahren, Bootfahren, Wandern, Rudern, Laufen, Segeln, Fußball, Schwimmen, Tennis   |
| Neponset River                   | 1896                             | Boston, Canton, Milton                                                  | 750 (303,5)                      | Vogelbeobachtung, Bootfahren, Angeln, Wandern, Kajakfahren                           |
| Pope John Paul II Park           | 2001                             | Boston                                                                  | 66 (26,7)                        | Vogelbeobachtung, Wandern, Kajakfahren, Laufen, Fußball                              |
| Squantum Point Park              | 2001                             | Quincy                                                                  | 25 (10,1)                        | Vogelbeobachtung, Kanufahren, Inline Skating, Laufen, Landschaft                     |
| Waldgebiete                      |                                  |                                                                         |                                  |                                                                                      |
| Beaver Brook                     | 1893                             | Belmont, Waltham                                                        | 59 (23,9)                        | Baseball, Vogelbeobachtung, Wandern, Picknicken                                      |
| Blue Hills                       | 1893                             | Braintree, Canton, Milton, Quincy, Randolph                             | 7.000 (2.832,8)                  | Camping, Angeln, Reitsport, Mountainbike fahren, Klettern, Skifahren, Schwimmen      |
| Breakheart                       | 1934                             | Saugus, Wakefield                                                       | 640 (259)                        | Radfahren, Angeln, Wandern, Skifahren, Schwimmen                                     |
| Hammond Pond                     | 1938                             | Newton                                                                  | 59 (23,9)                        | Angeln, Wandern, Klettern                                                            |
| Middlesex Fells                  | 1894                             | Malden, Medford, Melrose, Stoneham, Winchester                          | 2.575 (1.042,1)                  | Kanufahren, Angeln, Reitsport, Kajakfahren, Mountainbike fahren, Klettern, Skifahren |
| Quincy Quarries                  | 1985                             | Quincy                                                                  | 22 (8,9)                         | Wandern, Picknicken, Klettern, Landschaft                                            |
| Southwest Corridor Park          | 1987                             | Boston                                                                  | 52 (21)                          | Basketball, Radfahren, Tennis, Wandern                                               |
| Stony Brook                      | 1894                             | Boston, Dedham                                                          | 475 (192,2)                      | Baseball, Radfahren, Angeln, Wandern, Picknicken, Schwimmen, Skaten, Tennis          |
| Wilson Mountain                  | 1995                             | Dedham                                                                  | 213 (86,2)                       | Vogelbeobachtung, Wandern                                                            |
| Kulturerbe                       |                                  |                                                                         |                                  |                                                                                      |
| Lynn Heritage State Park         | 1990                             | Lynn                                                                    | 4,2 (1,7)                        | Geschichte, Landschaft, Wandern                                                      |
| Roxbury Heritage State Park      | 1992                             | Roxbury                                                                 | 2,2 (0,9)                        | Architekturgeschichte, Öffentliche Programme und Events, Geschichte                  |